# Mangouste de Dybowski
Dologale dybowskii
Genre
Espèce
Répartition géographique
Statut de conservation UICN

 DD  : Données insuffisantes
La mangouste de Dybowski (Dologale dybowskii) est aussi appelée mangouste des savanes ou encore poussargue. Elle est la seule représentante du genre Dologale.
On sait peu de choses sur cette espèce. Son aire de répartition est limitée à une zone située dans la partie sud-est de la République centrafricaine, le nord de la République démocratique du Congo, le Soudan du Sud et l'ouest de l'Ouganda. En 2015, il n'y avait que 31 spécimens dans les collections muséologiques et une poignée d'observations dans la nature,,.

## Description et comportement

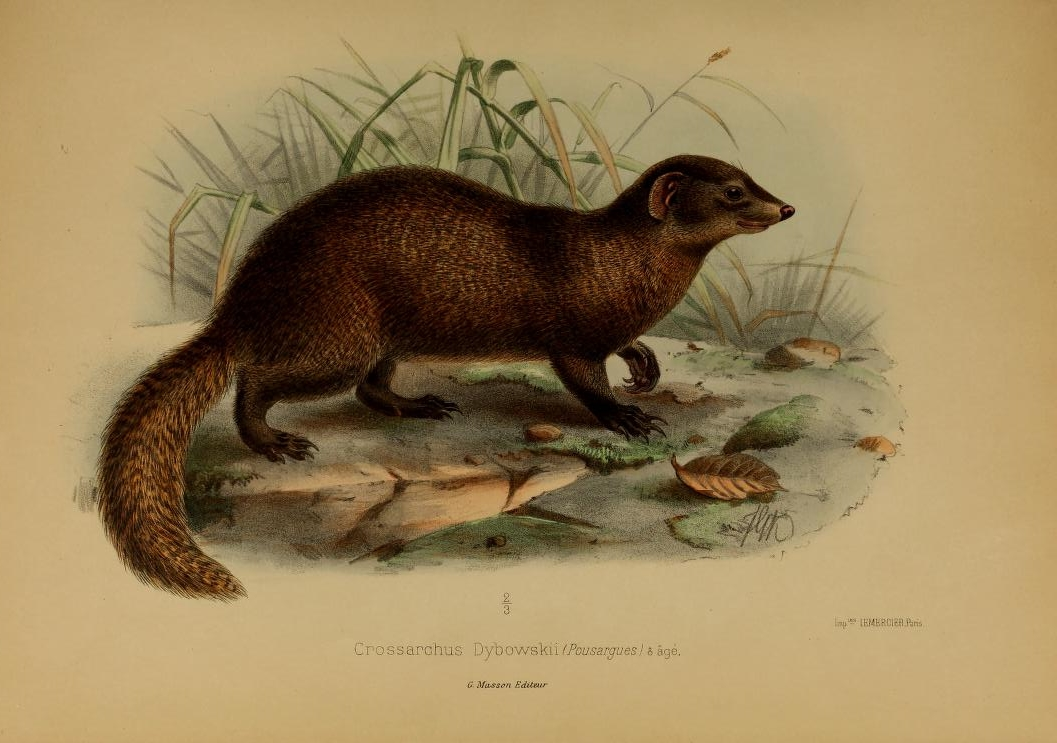
Illustration originale de l'espèce telle que publiée par De Pousargues en 1894

Des travaux de terrain effectués entre 2011 et 2015 dans la partie sud-est de la République centrafricaine ont révélé une population de mangoustes de Dybowski dans la réserve naturelle Chinko Project Area. La population étudiée de mangoustes de Dybowski partage son habitat dans la jungle avec huit autres espèces différentes de mangouste, et la mangouste de Dybowski semble avoir des densités nettement plus faibles que la plupart des autres mangoustes de la Chinko Project Area.
Les observations dans la Chinko Project Area montrent que la mangouste de Dybowski vit en petits groupes de 3 à 12 individus qui se déplacent régulièrement entre leurs termitières préférées. La reproduction a été observée à la mi-mai au début de la saison des pluies. Un petit groupe de trois adultes a été observé s'occupant d'un nourrisson, et qui le portant dans leurs mâchoires.
Une première étude génétique montre que la mangouste de Dybowski est une proche parente des mangoustes du genre Helogale.

## Conservation
La mangouste de Dybowski est listée comme Données insuffisantes par l'Union internationale pour la conservation de la nature (UICN), avec une évolution de population inconnue. Le faible nombre d'observations de cette espèce dans la nature et le faible nombre de spécimens dans les collections des musées pourraient indiquer que l'espèce est rare ou menacée. Toutefois l'UICN et les récentes observations de terrain suggèrent que son apparence et sa distribution peuvent provoquer des erreurs d'identification avec la mangouste naine commune (Helogale parvula), et que l'espèce semble connue des guides locaux. Si c'est réellement le cas, l'espèce pourra potentiellement être reclassée dans la catégorie Préoccupation mineure.

## Nomenclature
Le nom de cette espèce a été donné par le zoologiste français Eugène de Pousargues en l'honneur de l'explorateur et ingénieur agronome français d'origine polonaise Jean Dybowski (1856-1928) qui récolta les spécimens-type de l'espèce entre mars et juin 1892.
La localité-type de l'espèce est l'ancien poste de la Mission Dybowski sur la rivière Kémo, à proximité de la localité de Possel, à la frontière entre les République centrafricaine et République démocratique du Congo,,.